# Повало-Швейковський Іван Семенович

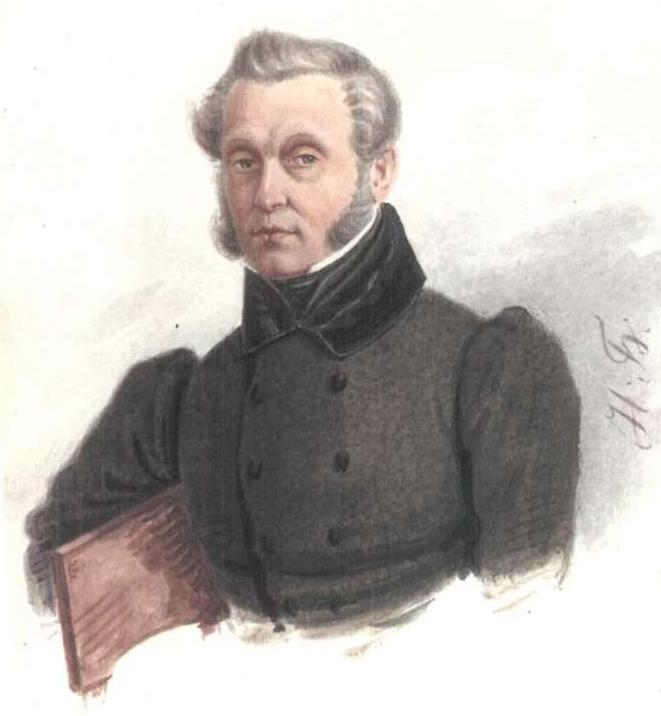
Повало-Швейковський Іван Семенович. 1839 рік. Акварель Бестужева.

Повало-Швейковський Іван Семенович (нар. 1787 або 1788 — пом. 10 травня 1845, Курган) — декабрист, полковник, командир  Алексопольського піхотного полку з 19 січня 1816 року, учасник російсько-турецької війни 1806—1812 років, франко-російської війни 1812 року і закордонних походів російської армії.

## Служба
З дворян Смоленської губернії. Виховувався в Московському університетському пансіоні, а потім удома. У службу вступив унтер-офіцером в Московський гренадерський полк — 16 січня 1801 року. Учасник війни 1805—1807 років, ад'ютант шефа полку (шефський ад'ютант) — 22 березня 1808 року, з 1808 року учасник російсько-турецької війни 1806—1812, учасник франко-російської війни 1812 року і закордонних походів, за відзнаку в боях підполковник — 4 жовтня 1813 року. Командир Алексопольського піхотного полку з 19 січня 1816 року, за відмінність по службі полковник — 30 серпня 1816 року, прибув з полком у Росію — 6 лютого 1819 року, відсторонений від командування полком і переведений полковником в Саратовський піхотний полк — 31 серпня 1825 року. У Смоленській губернії володів разом з братом та матір'ю маєтками Буловічі і Бердебякі, закладеними його покійним батьком у Опікунську раду.

## Декабрист
Член Південного товариства товариства з 1823 року.
Наказ про арешт — 27 грудня 1825 року, до 7 січня 1826 року містився в Санкт-Петербурзі на міський варті, 7 січня переведений до Петропавловської фортеці. Визнаний винним в умислі на позбавлення волі государя імператора в Бобруйську, у знанні про умисел на царевбивство, в намірі зробити бунт і в поширенні таємного товариства. Засуджений за I розрядом і по конфірмації 10 липня 1826 року засуджений на каторжні роботи довічно, термін скорочений до 20 років — 22 серпня 1826 року. Відправлений у Свартгольм — 8 серпня 1826 року, відправлений до Сибіру — 17 червня 1827 року, доставлений до Читинського острогу — 15 серпня 1827 року, прибув в Петровський завод у вересні 1830 року, термін скорочений до 15 років — 8 листопада 1832 року і до 13 років — 14 грудня 1835 року . Один з керівників Великої артілі декабристів. Після відбуття терміну за указом 10 липня 1839 року звернений на поселення в Курган Тобольської губернії, де й помер в 1845 році.

## Нагороди
- Георгіївська зброя (двічі)
- Імператорський орден Святого Рівноапостольного князя Володимира 4-й ступеня з бантом.
- Орден Святої Анни 2-й ступеня.
- Військовий орден святого Георгія 4-й ступеня.